# Sterretje (vuurwerk)

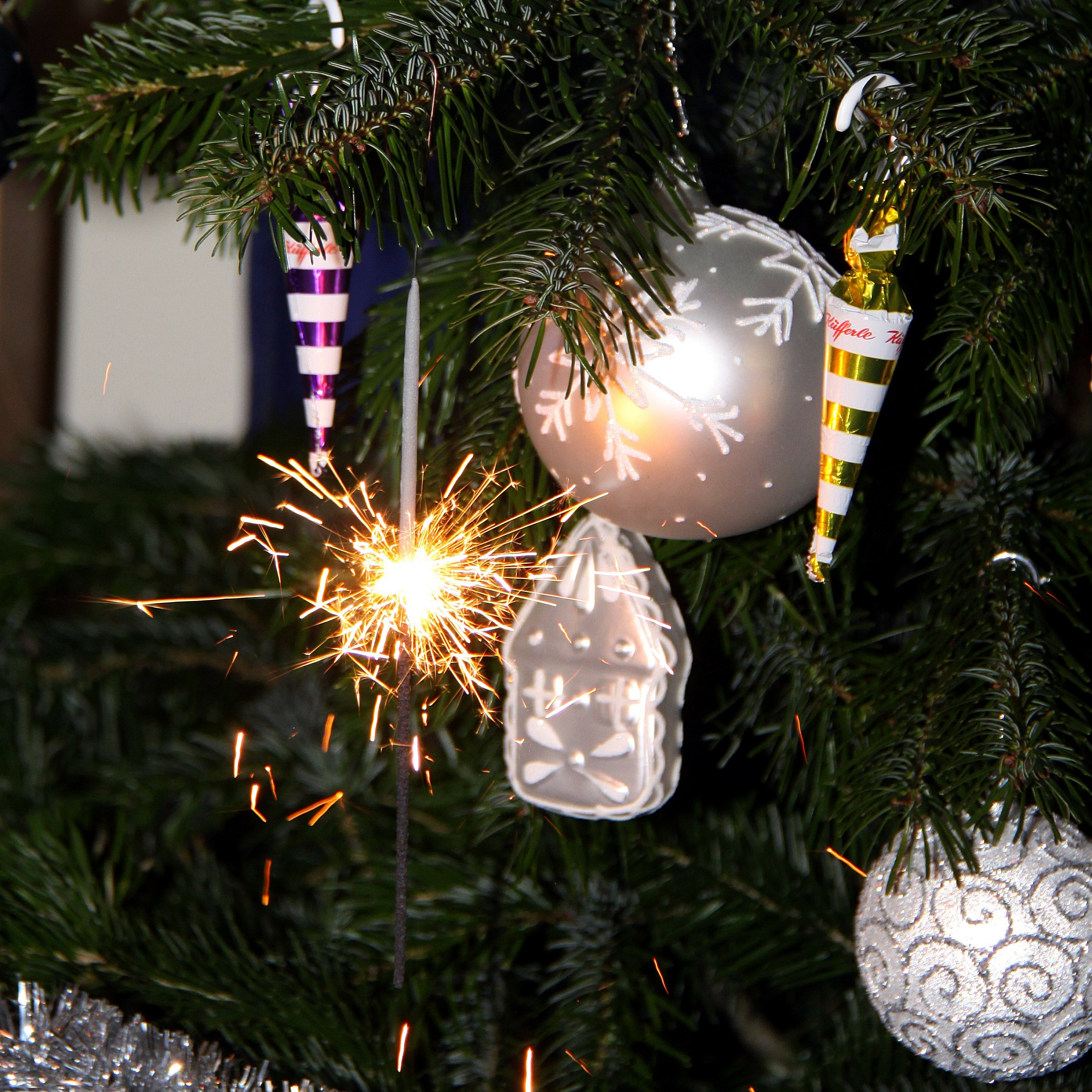
Sterretjes

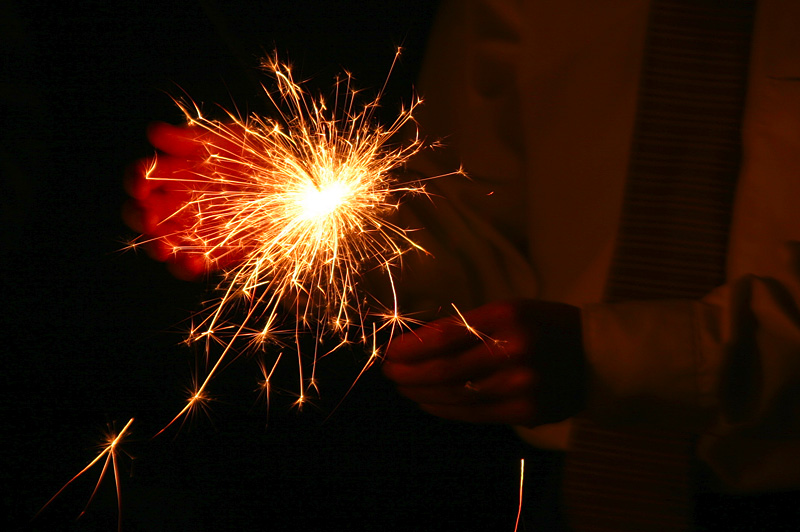
Sterretjes zijn populair onder kinderen

Een sterretje, ookwel flikkerster of sterrenflikker, is een soort vuurwerk. Het brandt langzaam en geeft gekleurde vonken en andere effecten.
Sterretjes worden over het algemeen gemaakt van ijzerdraad met een lengte van 20 tot 75 cm lang. De draad is één of meerdere keren in een stroperig pyrotechnisch mengsel (sas) gedoopt. Wanneer dit opgedroogd is, bedekt dit de draad voor ongeveer twee derde.
Het pyrotechnische mengsel bestaat uit:
- een oxiderend middel (kalium- of bariumnitraat)
- brandstof (houtskool of zwavel)
- metaalpoeder (ijzer of aluminium)
- bindmiddel (suiker of zetmeel)

Het is ook mogelijk dat het bindmiddel eveneens als brandstof wordt gebruikt. De voor sterretjes kenmerkende vonken ontstaan door de snelle verbranding van metaalpoeder. Het oxiderende middel zorgt daarbij voor de benodigde zuurstof. Door verschillende soorten metalen te gebruiken, kunnen diverse kleuren verkregen worden.
Vaak zijn de staafjes voorzien van een coating om oxidatie van het metaalpoeder te voorkomen.
De aanwezigheid van zouten van een groot aantal metalen zorgen dat de sterretjes met een andere kleur branden dan geel-wit. Bariumnitraat of -chloride geeft een bleek-groene vlam, koperchloride zal een blauwgroene vlam geven. Calcium- en Strontium-zouten geven aanleiding tot rode vlammen.

## Veiligheid
Sterretjes zijn verantwoordelijk voor een aanzienlijk gedeelte van de ongelukken bij legaal vuurwerk, althans in de VS. Dit komt waarschijnlijk doordat sterretjes door veel mensen worden gezien als kindervuurwerk dat zonder toezicht van volwassenen door kinderen kan worden gebruikt.
Sterretjes lijken onschuldig en worden soms met de misleidende term 'koud vuur' omschreven. De wegspringende vonken geven op de blote huid vaak alleen de sensatie van een korte speldenprik. Dit komt doordat de deeltjes zo klein zijn en daardoor weinig warmte-energie bezitten. Na aanraking met de huid koelen ze snel af. De verbranding in het hart van de vlam vindt echter plaats bij een hoge temperatuur (oplopend tot 1100 °C). Er is dus helemaal geen sprake van koud vuur.
De hoge temperatuur kan bij onzorgvuldig gebruik leiden tot ernstige brandwonden aan de handen of gezicht of het kan kleding laten ontvlammen. Daarom dienen sterretjes altijd op enige afstand van het lichaam te worden gehouden of nog beter in de grond of in een lege fles te worden gestoken. Het is ook het beste om sterretjes altijd buiten af te steken. Op deze manier wordt voorkomen dat bijvoorbeeld kerstversiering of gordijnen vlam kunnen vatten met brand als gevolg.